# Spóra

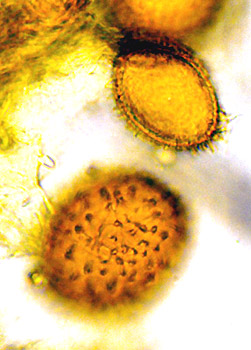
Tuber melanosporum spórája

A spóra egy bioaeroszol, virágtalan növények és gombák ivartalan szaporító sejtje (haploid sejt). A virágtalan növényeknél az ivartalan nemzedékekben redukciós (vagy számfelező) osztódással (meiózis) keletkezik. Egyszeres kromoszómaszerelvényt tartalmaz, tehát haploid.
Iszpora, csírasejt, a kriptogamák szaporodó sejtje, a virágzó növények magvával analóg, csakhogy nem oly összetett szerkezetű, hanem rendesen csak egy sejt, ritkábban kevés sejt, nincs benne csíra, mely a magvak legnevezetesebb része.
Mint betegségokozók fontosak a baktériumok endospórái, melyek azonban nem valódi spórák.